# Dama Bete
Elizabet Oliveira, conhecida profissionalmente como Dama Bete, é uma rapper portuguesa conhecida por ser a primeira MC feminina a solo a assinar com uma editora multinacional em Portugal. O seu primeiro álbum, De Igual para Igual, marcou a história do Hip Hop português, por ser o primeiro álbum a solo de uma rapper mulher a ser lançado por uma discográfica multinacional.

## Vida e Carreira

### 2003 - 2005 -Primeiros Passos
Dama Bete iniciou a sua carreira com um grupo de Hiphop/R&B chamado Blacksystem, conjuntamente com Ana M, Grace, Marlene e Blaya.
Em 2005, iniciou o projecto HipHopLadies, uma organização virtual cujo principal objectivo era desenvolver o hip-hop feminino em Portugal.
Foi também em 2005 que lançou a sua primeira maquete, "O que esperas", produzido pelo seu irmão Macaco Simão. O single entrou para a playlist do programa da Antena 3 "Rádio Fazuma" e entrou na compilação da revista Hip hop nation #21.
Foi também neste ano que participou no Festival Musidanças, sendo considerada artista revelação do festival pelo jornal Blitz.

### 2005 - 2008 - Universal Music Portugal eDe Igual para Igual
Já com algum nome na praça e algumas maquetes espalhadas pela internet, surgiram os primeiros convites para assinar. Em 2007, assinou com a Universal Music Portugal e, no ano seguinte, lançou o seu primeiro álbum a solo, "De Igual para Igual (2008)" com produção também de Macaco Simão. O álbum contou ainda com as participações de Marlene (Blacksystem), Melo D, Raptor, Dj Extreme e Terrakota.
O seu primeiro single "Cala-te" contou ainda com a colaboração de Adam Pendse, e resultou num convite para participar no evento Star Tracking, da Odisseia de Talentos, no Campo Pequeno, tendo encerrado a cerimónia antes do discurso do Presidente Cavaco Silva.
O "Cala-te" e o seu segundo single, "Definição de amor", mantiveram-se durante semanas na Hit List Portugal, do canal MTV Portugal.
A revista Blitz considerou "De Igual para Igual" um dos melhores discos portugueses de 2008, ocupando o 24º lugar na lista dos 30, entre os conceituados Moonspell (22º) e os veteranos Rádio Macau (27º). 
O seu tema "Selva", que conta com a participação dos Terrakota inspirou a colecção de moda da jovem criadora Elisabeth Teixeira no Portugal Fashion 2009.
Para o seu terceiro single, "Já", abraçou as tecnologias open source, para incentivar o uso de programas de código aberto e como campanha à política DIY.

### 2009 - 2014- Brasil
Após o lançamento do seu álbum e de ter dado vários concertos por Portugal, Dama Bete é em 2013 convidada para actuar no Festival Terra do Rap, no Rio de Janeiro, Brasil. Festival que nesse ano juntou artistas lusófonos tais como Allen Halloween, Xeg, entre outros. Em 2014, regressa para uma série de concertos em Salvador da Baía, São Paulo e Rio de Janeiro, cidade onde abriu para Marcelo D2. 

### 2014 - Presente
Apesar da sua paixão pela música, o interesse por tecnologia levou Dama Bete a procurar uma carreira como product designer e front-end developer. Neste momento, dá palestras por todo o mundo, tendo já pisado palcos em cidades como Las Vegas (EUA), Amesterdão (Holanda), Berlim (Alemanha), Sófia (Bulgária) ou mesmo Erevvã (Arménia). Para além disso, o seu projecto Cassette Tape - um looper e gravador em SVG e Javascript, garantiu-lhe lugar no evento Google I/O, 2016, em Dublin. Uma entusiasta de ReactJS, criou ainda o projecto React-Kawaii - uma biblioteca de ilustrações “kawaii”, galardoada, em 2018, com o prémio "Fun Side Project of the Year", na conferência React Amsterdam. Como fã de open-source, Elizabet lançou o single “Fork This”, Um tema especialmente feito para a comunidade de designers e devs, com o objectivo de encorajar mulheres a seguirem as suas ambições e ultrapassar o tão comum síndrome do impostor. 

## Discografia
- 2008 - De Igual Para Igual

## Participações de Dama Bete
- Compilação Musidanças (2006)
- Dama Bete ft. Agir - Tanto por dizer (2008)
- DJ Cruzfader - De Volta ao Serviço (2009)
- Nidle - One world (2009)
- Sky - O quarto da Música (2010)
- Nidle ft. Dama Bete - Isto é Lisboa (2011)
- Dama Bete ft. Blaya, Carla Prata, Cíntia, , MULECA XIII, Dj Allexia - Guerilla Girls Cypher (2023)